# Tilton-Northfield
Tilton-Northfield è un census-designated place degli Stati Uniti d'America facente parte delle contee di Belknap e di Merrimack nello stato del New Hampshire.
Il suo territorio fa parte dei comuni di Tilton e di Northfield.